# مقاطعة بخته جي
مقاطعة بختهتشي (بالأوزبكية: Paxtachi viloyati)‏‎ هي مقاطعة تقع في أوزبكستان في ولاية سمرقند.

## التاريخ
تأسست المقاطعة في 9 فبراير 1935 باسم باختاكور، وفي 12 أبريل 1973 تم تغيير إسمها لباختاتشي وتعني «زارع القطن»، بعد إنشاء مقاطعة نارباي عام 1926، تم نقل المركز إلى قرية مير.
منذ إنشاء منطقة باختاتشي في عام 1973، يسمى الجزء الشرقي من المنطقة بنارباي، والجزء الغربي يسمى باختاتشي.

## التقسيم الإداري
حسب التقسيم الإداري بأوزبكستان، تنقسم المقاطعة لـبلدة واحدة (ضياء الدين) و8 تجمعات قروية (ميسيت، بولاتشي، سلطان أباد، خير أباد، خومور، قرناب، كويبوك، جلابة)، و65 مجلس حي.

## السكان
يبلغ عدد سكان المقاطعة حسب تقديرات 2021 نحو 146،000 نسمة، معظمهم من الأوزبك، وهناك الجنسيات الروسية والتتار والكازاخستانية وغيرها (طاجيك، الإيرانييين، الكوريين، تركمان، القرغيز، أوكراني) يعيشون في المنطقة.

## المسؤولين (رؤساء المقاطعة)
- حمدوف مظفر يزدونكولوفيتش (27 مايو 2019 - الآن)
- وحيـد رحيمـوف (21 أغسطس 2017 - 17 مايو 2019)[7]